# 澧溪镇
澧溪镇，是中华人民共和国江西省九江市武宁县下辖的一个乡镇级行政单位。

## 行政区划
澧溪镇下辖以下地区：
澧溪村、牌楼村、罗坪村、太平村、曹坑村、坎上村、上菁村、岩山村、小坪村、山口村、哨背村、下坊村、北湾村、临江村、大源村和国营安乐林林场生活区。